# Husa česká královská

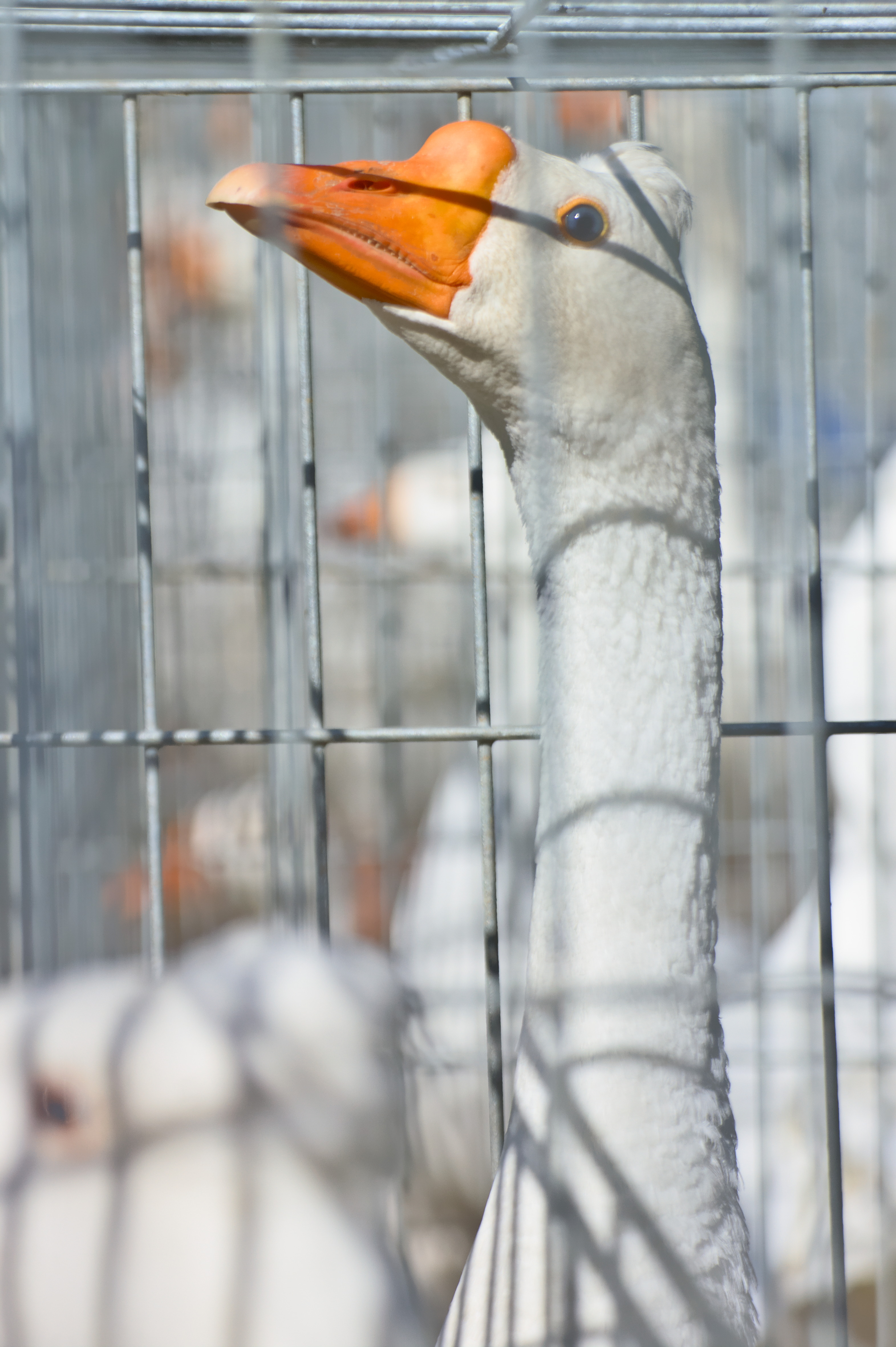
Husa královská na výstavě v Třebechovicích pod Orebem.

Husa česká královská, zkr. ČKR je plemeno husy domácí z Česka, šlechtěné z české husy.

## Původ plemene
Plemeno bylo nově šlechtěno v prvních dvou dekádách 21. století z české husy a chocholaté husy v oblasti Královéhradeckého kraje. V roce 2012 se předpokládalo, že bude vyšlechtěno do požadované podoby během následujících 3-4 generací.
Plemeno bylo za samostatné uznáno v roce 2019, řízení k uznání tohoto plemene bylo zahájeno v roce 2014.

## Charakteristika plemene
Kromě chocholky, kterou má stejnou s již zmíněnou českou chocholatou husou je zde nápadným rysem tzv. kadeřavost peří na křídlech a dále nápadný krk připomínající labuť. Kadeřavost peří se projevuje u chovaných hus až v 2. roku věku. Kadeřavost má odkazovat na královský plášť. Nápadný je také vysoko zvednutý trup zvířete, který má evokovat hrdý postoj husy.
Husa snáší 25 a více vajec bílé barvy v jednom a nebo ve dvou snáškových cyklech. Mají hmotnost okolo 130 g. Stejně jako v případě husy chocholaté je zde zachována schopnost samice vejce vysedět a odchovat mláďata.

## Zajímavosti
Na rozdíl od dalších dvou českých plemen hus je zde nápadnější rozdíl mezi samcem a samicí (pohlavní dimorfismus).